# Carlos Washington Lencinas
Carlos Washington Lencinas (Rivadavia, Mendoza; 13 de noviembre de 1888 - 10 de noviembre de 1929), fue un político argentino, gobernador de Mendoza entre 1922 y 1924. Murió asesinado en 1929, siendo senador nacional electo, en circunstancias no aclaradas, cuyo crimen se atribuye al grupo paramilitar Klan Radical, fuerza de choque de una fracción de la UCR.

## Biografía
Lencinas nació el 13 de noviembre de 1888 en el departamento Rivadavia de la provincia de Mendoza, siendo el hijo mayor de José Néstor Lencinas y Fidela Peacock. Realizó sus estudios primarios y secundarios en Mendoza y los universitarios en Córdoba donde se graduó de abogado. Dirigente de la Unión Cívica Radical en su provincia natal, a los 27 años fue elegido diputado. 
En 1922 asumió el gobierno de Mendoza. Impulsó una legislación social de avanzada, y por su cercanía con los sectores populares fue conocido como "el gauchito Lencinas". Al mismo tiempo, junto con su padre, José Néstor Lencinas, a quien había sucedido en la gobernación, desarrollaron su propia corriente interna dentro de la Unión Cívica Radical, el "lencinismo" enfrentada a Hipólito Yrigoyen. En ese año, en que el radicalismo se divide entre los "personalistas", partidarios de Yrigoyen y los "antipersonalistas" nucleados alrededor de Marcelo Torcuato de Alvear, el lencinismo se alinea con los segundos. Pero poco habrá de durar la alianza, en especial porque las políticas sociales del lencinismo (jornada de ocho horas, ley de salario mínimo, creación de cajas de jubilaciones y pensiones) chocaban con el sesgo conservador del "antipersonalismo": el gobierno provincial es intervenido por el gobierno federal de Alvear en 1924. 
De acuerdo con el historiador Dardo Olguín, los Lencinas «rompen con la dominación que habían implantado los conservadores desde 1861 y que los hacía gobernar la provincia como su casa». Señala también Olguín uno de los gestos característicos de Carlos W.: «cuando llegaba a un rancho y veía a alguien sin saco y con frío, se sacaba el suyo y lo daba. Claro está que en el auto llevaba varios más de repuesto».
El lencinismo continúa ganando elecciones en Mendoza, empleando como símbolo partidario la alpargata, calzado popular por excelencia, en reemplazo de la iconografía tradicional del radicalismo. Y a cada nueva elección ganada, el gobierno federal intervenía nuevamente la provincia. En 1929, con Hipólito Yrigoyen otra vez como Presidente de la Nación, Carlos Lencinas es electo senador nacional por Mendoza. Pero el Senado, con el acuerdo de radicales y conservadores, rechaza sus pliegos. Regresa de Buenos Aires a Mendoza el 10 de noviembre de 1929; había sido advertido de que se preparaba un atentado contra su vida, pero Lencinas concurrió de todos modos a un acto partidario que se realizaba en el Club de Armas. En medio de una atmósfera caldeada y actos de provocación, Carlos W. Lencinas es asesinado de un balazo al asomarse a uno de los balcones del Club. 
Yrigoyen había intervenido las provincias de San Juan y Mendoza, que si bien se encontraban a manos del radicalismo, sus gobernadores eran opositores, denominados "bloquistas” (San Juan) y "lencinistas” (Mendoza).
La violencia y los crímenes políticos eran el clima común en el que se movía la política de la unión radical de entonces. 
El crimen fue atribuido (injustamente, según el historiador Olguín) a un tal Cáceres, que murió en el enfrentamiento armado que siguió al asesinato de Lencinas, en el que perecieron otras dos personas y hubo más de veinte heridos. No se ha podido determinar quién fue el instigador del magnicidio, y las opiniones de los historiadores están divididas: desde la atribución al entorno político del presidente Yrigoyen, a través del Klan Radical, una fuerza de choque paramilitar radical-yrigoyenista, hasta a los propios lencinistas. Tras la muerte de Carlos, el lencinismo dejó de ser una fuerza protagónica en la provincia. Según el historiador David Rock, el Klan Radical asesinó al político en diciembre de 1929.